# Habitatge al carrer de les Penyes, 11 (Calafell)
L'Habitatge al carrer de les Penyes, 11 és una obra de Calafell (Baix Penedès) protegida com a bé cultural d'interès local.

## Descripció
Es tracta d'un edifici de planta trapezial constituït per planta baixa i dues plantes pis, la segona de les quals no ocupa la totalitat de la superfície i va ser construïda durant el segle xx. Aprofita la roca natural del turó del castell, la qual queda parcialment a la vista a l'interior. La façana principal del portal, d'arc escarser i una finestra de la primera planta són fetes amb pedra tallada. La façana és de maçoneria rejuntada amb morter de ciment. La façana lateral també mostra la major part de la fàbrica a la vista, encara que aquí el rejuntat de morter de ciment només és al terç inferior. A la part superior el mur presenta un aplacat de lloses irregulars de pedra. Al costat dret de la façana principal hi ha una cadireta de suport d'una línia elèctrica. A l'interior hi ha un cup excavat al subsòl.
El sistema constructiu és de tipus tradicional amb murs de càrrega i sostres unidireccionals de bigues de fusta i entrebigats de rajola. Hi ha jàsseres de formigó armat i de ferro. Els murs són de maçoneria. El portal i dues finestres són de pedra d'origen local.